# Dreiling
Dreiling (anche Dreyling, Dreling o Driling, lat. ternarius) era il nome di una moneta dal valore di tre Pfennig.

## Etimologia
Il nome viene dal tedesco "drei", che significa tre.

## Storia
Il Dreiling fu coniato per la prima volta dopo il 1374 a Lubecca e poco dopo ad Amburgo. Dopo il 1392 divenne una moneta della Wendischer Münzverein. Le città che partecipavano erano Lubecca, Amburgo, Lüneburg, Rostock e Wismar e si accordarono per dare un aspetto uniforme al Dreiling
Le monete mostravano da entrambi i lati le armi delle singole città. Anche il peso ed il titolo dell'argento fu fissato uguale. Alcune città  del Meclemburgo, Pomerania e Danimarca coniarono dei Dreiling, pur non facendo parte della Wendischer Münzverein.
I Dreiling, dopo la fine della Wendischer Münzverein alla metà del XVI secolo, continuarono ad essere coniati fino all'inizio del XVIII secolo. Tuttavia erano solamente di rame, e il loro nome divenne „Dreier“.
A volte anche le monete di rame da 1½ Pfennig del XVIII secolo venivano indicate con il nome di Dreilinge, perché valevano 3 Heller (Dreyheller). 
In plattdeutsch è chiamato Dre(e)ling o Dreelingk.
Dei Dreier furono fatti coniare anche nel 1586 da Rodolfo Gonzaga a Castiglione delle Stiviere ad imitazione di quelle di Ulrico di Württemberg. Esistono anche delle Klippe da un Dreier coniate a Norimberga.